# وانگ کیانگ (قاتل سریالی)
وانگ کیانگ (۱۶ ژانویه ۱۹۷۵–۱۷ نوامبر ۲۰۰۵) قاتل زنجیره‌ای چینی از شهر بودائوان، شهرستان خودمختار مانچوی کواندیان، لیائونینگ، چین و یکی از بدنام‌ترین قاتل و متجاوزین در تاریخ چین بود.
وانگ در روستای کوچک کایوان در شهر لیائونینگ بزرگ شد. پدرش بدرفتار، معتاد به مشروبات الکلی و قمارباز بود و وانگ را از فرصت ورود به مدرسه محروم کرده بود.
وانگ اولین قتل خود را در ۲۲ ژانویه ۱۹۹۵ انجام داد و در ۱۴ ژوئیه ۲۰۰۳ دستگیر شد. سوابق رسمی نشان می‌دهد که او به ۴۵ قتل و ۱۰ تجاوز به عنف محکوم شده‌است. برخی از قربانیان او دخترانی بودند که پس از مرگ مورد تجاوز قرار گرفته بودند.